# Paul-Adrian Ilieș
Paul-Adrian Ilieș (n. 29 iunie 1952) este un deputat român în legislatura 1990-1992, ales în județul Bistrița-Năsăud pe listele partidului FSN. În cadrul activității sale parlamentare, Paul-Adrian Ilieș a fost membru în grupurile parlamentare de prietenie cu Republica Portugalia, Republica Populară Chineză și Republica Elenă.   